# Joshi Kōsei
Joshi Kōsei (jap. 女子高生, dt. „Oberschülerinnen“, auch bekannt als High School Girls) ist eine Mangaserie von Towa Ōshima, die von 2001 bis 2006 in Japan erschien. Das Werk ist in die Genres Romantik und Comedy einzuordnen und wurde als Anime-Fernsehserie adaptiert.

## Inhalt
Die Handlung dreht sich um eine Gruppe von Schülerinnen, die auf eine japanische Mädchen-Oberschule gehen. Die fröhliche Eriko Takahashi (高橋 絵里子), die zurückhaltende Ayano Satō (佐藤 綾乃) und die etwas verschlagene Yuma Suzuki (鈴木 由真), schon lange enge Freundinnen, besuchen gemeinsam die Schule. Doch der Schulalltag stellt sich als nicht so schön heraus, wie sie es sich erhofft haben. So kommt es zum Streit mit anderen Schülerinnen oder die drei glauben der Lehrer Odagiri wäre pervers.

## Veröffentlichung
Der Manga erschien von 2001 bis 2004 im Magazin Weekly Manga Action, danach bis zum Ende 2006 im Comic High!. Beide Magazine gehören zum Verlag Futabasha, der die Kapitel auch in neun Sammelbänden veröffentlichte.
Die Serie wurde ins Englische, Französische, Spanische und Chinesische übersetzt.

## Anime
Das Studio Arms produzierte 2006 eine zwölfteilige Anime-Adaption namens Joshi Kōsei: Girl’s-High (女子高生 GIRL'S-HIGH) des Mangas für das Fernsehen. Regie führte Yoshitaka Fujimoto, das Charakterdesign entwarf Seiji Kishimoto und die künstlerische Leitung oblag Kazusuke Yoshihara. Das Serienkonzept stammt von Hideki Shirane.
Die Erstausstrahlung der Serie erfolgte vom 4. April bis zum 20. Juni 2006 nach Mitternacht (und damit am vorigen Fernsehtag) auf TV Saitama, sowie mit einer halben Stunde Versatz auf Chiba TV und Sun TV. Einige Tage versetzt wurde der Anime auch bei AT-X, Nagoya Broadcasting Network und TV Kanagawa gezeigt. Über die Plattformen Anime News Network, Crunchyroll, Hulu und YouTube wurde eine englisch untertitelte Fassung angeboten sowie eine französisch untertitelte über Gong. Eine spanische Übersetzung wurde von Buzz Channel ausgestrahlt.

### Synchronsprecher
| Rolle           | Japanische Stimme |
| --------------- | ----------------- |
| Eriko Takahashi | Hitomi Nabatame   |
| Kyōko Himeji    | Kyōko Hikami      |
| Ayano Satō      | Mamiko Noto       |
| Yuma Suzuki     | Masumi Asano      |
| Akari Kōda      | Satsuki Yukino    |
| Ikue Ogawa      | Sawa Ishige       |

### Musik
Der Soundtrack der Serie stammt von Angel Note. Der Vorspanntitel ist Kirameku von yozuca* und für den Abspann verwendete man das Lied incl. von meg rock.

## Videospiel
Im September 2006 erschien zur Serie ein Videospiel für die PlayStation 2 mit dem Titel Joshi Kōsei: Game’s-High!! (女子高生 GAME'S-HIGH!!).